# Курбанов, Аман Мамедович
Аман Мамедович Курбанов — советский государственный и политический деятель, председатель Красноводского облисполкома.

## Биография
Родился в 1912 году в туркменской семье рабочего. Член ВКП(б) с 1939 года.
С 1929 года — на общественной и политической работе. В 1929—1975 гг. — слесарь на нефтепромыслах, работал в системе треста «Туркменнефть», на партийной, комсомольской и советской работе, первый секретарь ЦК ЛКСМ Туркменистана, первый секретарь Небит-Дагского горкома КП Туркмении, председатель Красноводского облисполкома, заместитель Председателя Совета Министров Туркменской ССР, министр торговли Туркменской ССР, министр социального обеспечения Туркменской ССР.
Избирался депутатом Верховного Совета СССР 2-го, 3-го, 4-го, 5-го созывов.